# Lukas Graf
Lukas Graf (* 12. August 1994 in Bruck an der Mur) ist ein österreichischer Fußballspieler.

## Karriere
Graf begann seine Karriere beim SV Thörl. 2007 wechselte er in die Jugend der Kapfenberger SV. Zur Saison 2010/11 rückte er in den Kader der Drittmannschaft der KSV, Rapid Kapfenberg.
Ohne zuvor für die Zweitmannschaft von Kapfenberg gespielt zu haben, stand Graf im Juli 2012 gegen den SC Austria Lustenau erstmals im Kader der Profis von Kapfenberg. Sein Debüt für diese in der zweiten Liga gab er im selben Monat, als er am zweiten Spieltag der Saison 2012/13 gegen den SV Horn in der Startelf stand. Im August 2012 spielte er gegen den Grazer AK schließlich auch erstmals für die Amateure in der Regionalliga. Nach der Saison 2012/13 verließ er Kapfenberg.
Nach über einem Jahr ohne Verein wechselte er im Oktober 2014 zu seinem Jugendklub Thörl in die sechstklassige Unterliga. 2016 stieg er mit dem Verein in die fünftklassige Oberliga auf.
Zur Saison 2016/17 wechselte Graf zum ebenfalls fünftklassigen Grazer AK. 2017 stieg er mit dem GAK in die Landesliga auf. Nach einer Saison in der Landesliga stieg er mit den Grazern 2018 auch in die Regionalliga auf. In der Aufstiegssaison 2017/18 kam er in 27 Spielen zum Einsatz und erzielte dabei vier Tore. Mit dem GAK stieg er 2019 auch in die 2. Liga auf.